# Valduggia
Valduggia – miejscowość i gmina we Włoszech, w regionie Piemont, w prowincji Vercelli.
Według danych na rok 2023 gminę zamieszkiwały 2363 osoby, 84,4 os./km².